# Johan August Brunskog
Johan August Brunskog, född 29 november 1841 i Nykyrka socken, Skaraborgs län, död 2 oktober 1905 i Stockholm, var en svensk väg- och vattenbyggnadsingenjör.
Brunskog utexaminerades från Chalmerska slöjdskolan i Göteborg 1863 och från Högre artilleriläroverket på Marieberg 1867. Han blev sistnämnda år löjtnant vid Väg- och vattenbyggnadskåren och kapten där 1887. Han var elev vid svenska statens järnvägsbyggnader 1863–1864 och 1865. Han var nivellör vid finländska statens järnvägsbyggnader 1868–1869, stationsingenjör där 1869–1871 och ingenjör vid hamnbyggnad i Systerbäck 1871–1872. Han var stationsingenjör vid byggandet av Karlskrona–Växjö Järnväg 1872 och av Kalmar järnväg 1872–1874. Han var trafikchef och baningenjör vid sistnämnda bana 1874–1876 och stationsingenjör vid byggandet av Oxelösund–Flen–Västmanlands Järnväg 1876. Han blev vid Stockholms Nya Spårvägs AB arbetschef 1876, trafikchef 1877 och var verkställande direktör där 1880–1899.